# Fenazepam
Fenazepam, vrsta psihotropne tvari. Uvrštena je u Hrvatskoj na temelju Zakona o suzbijanju zlouporabe droga na Popis droga, psihotropnih tvari i biljaka iz kojih se može dobiti droga te tvari koje se mogu uporabiti za izradu droga, pod Popis droga i biljaka iz kojih se može dobiti droga, pod 2. Popis psihotropnih tvari i biljaka, Odjeljak 1 - Psihotropne tvari sukladno Popisu 1. Konvencije UN-a o psihotropnim tvarima iz 1971. godine. Kemijsko ime je 7-brom-5-(2-klorfenil)-1,3-dihidro-2H-1,4-benzodiazepin-2-on.